# واترلوویل
longitudeواترلوویلlatitudeواترلوویل
واترلوویل (به انگلیسی: Waterlooville) شهری در منطقهٔ لندن کشور انگلستان است که این کشور خود بخشی از بریتانیا محسوب می‌شود. این شهر در سال ۱۹۹۱ میلادی ۶۵٫۴۷۳ نفر جمعیت داشته و در سرشماری سال ۲۰۰۱ جمعیت آن به ۶۳٫۵۵۸ نفر رسیده‌است. میزان رشد سالانهٔ جمعیت واترلوویل ‎۰٫۱ درصد می‌باشد و جمعیت این شهر در سال ۲۰۱۲ به ۶۴٫۲۷۰ نفر تغییر یافت.